# FK Sławutycz
FK Sławutycz (ukr. Футбольний клуб «Славутич», Futbolnyj Kłub "Sławutycz") – ukraiński klub piłkarski z siedzibą w Sławutyczu, w obwodzie kijowskim.

## Historia
Chronologia nazw:
- 1987: Budiwelnyk Sławutycz (ukr. ФК «Будівельник» Славутич)
- 1989: FK Sławutycz (ukr. ФК «Славутич»)

- 1994: Schid Jagodzin (ukr. ФК «Схід» Славутич)
- 1995: Schid Sławutycz (ukr. ФК «Схід» Славутич)
- 18.06.1995: Schid Sławutycz (ukr. ФК «Схід» Славутич) – po fuzji z Transimpeks Wysznewo
- lato 1996: Nerafa Sławutycz (ukr. ФК «Нерафа» Славутич)
- 9.10.1997: Sławutycz-CzAES (ukr. ФК «Славутич-ЧАЕС» Славутич)
- lato 1998: FK Sławutycz (ukr. ФК «Славутич»)
- 1999: klub rozwiązano
- 2007: FK Sławutycz (ukr. ФК «Славутич»)

Pierwszy drużyna piłkarska w Sławutyczu pojawiła się w 1987 po tym, jak decyzję o założeniu nowego miasta na stałe miejsce zamieszkania pracowników Czarnobylskiej Elektrowni Jądrowej i członków ich rodzin podjęto 2 października 1986 roku, już po katastrofie w Czarnobylskiej Elektrowni Jądrowej. A we wrześniu-grudniu tego samego roku wykonano projekt miasta, a w grudniu 1986 rozpoczęto budowę miasta. Drużyna również została przeniesiona z miasta Prypeć i nazywała się Budiwelnyk. Zespół w sezonach 1987 i 1988 startował w rozgrywkach Mistrzostw Ukraińskiej SRR spośród drużyn amatorskich, a potem został rozwiązany.
W następnym 1989 roku zespół z nazwą FK Sławutycz startował w drugiej lidze mistrzostw obwodu czernihowskiego, wygrywając grupę czwartą, ale zajmując ostatnie 5.miejsce w turnieju finałowym. Ale w 1990 wskutek reorganizacji pierwszej ligi mistrzostw obwodu czernihowskiego klub otrzymał prawo gry na wyższym poziomie regionalnym, zajmując trzecie miejsce w grupie północnej pierwszej ligi. W 1991 spadł na 9.miejsce, a w 1992 na przedostatnie 12.miejsce. W 1993 roku klub był drugim w grupie pierwszej drugiej ligi mistrzostw obwodu czernihowskiego, a od 1994 do 1999 ponownie występował w pierwszej lidze mistrzostw obwodu czernihowskiego, po czym został rozwiązany.
W 1994 roku w mieście Jagodzin został założony klub piłkarski Schid, który startował w rozgrywkach Mistrzostw Ukrainy spośród drużyn amatorskich. Na początku 1995 klub przeniósł się do Sławutycza i zajął 14.miejsce w podgrupie III.
W sezonie 1994/95 w rozgrywkach Trzeciej Ligi występował klub Transimpeks-Roś-2 Terezyne, któremu po kilku niestawiennictwach groziło wykluczenie z rozgrywek. Klub z Sławutycza wsparł drużynę, któremu Transimpeks-Roś-2 ustąpił miejsca w lidze na 4 kolejki przed jego zakończeniem. W czerwcu 1995 przeniósł się do Sławutycza i przyjął nazwę Schid Sławutycz. W ten sposób wyniki obu poprzednich zespołów zostały przypisane klubowi Schid. To wyjątkowy przypadek w ukraińskim futbolu.
Po reorganizacji systemu lig od następnego sezonu występował w Drugiej Lidze, grupie A. Latem 1996 roku klub zmienił nazwę na Nerafa Sławutycz, a w październiku 1997 na Sławutycz-CzAES. Po sezonie 1997/98 klub zajął 8. miejsce w Drugiej Lidze, grupie B, ale z przyczyn finansowych zrezygnował z dalszych występów na szczeblu profesjonalnym. 
W 2007 klub FK Sławutycz został reaktywowany i potem występował w rozgrywkach mistrzostw i Pucharu obwodu czernihowskiego.

## Sukcesy
- 8. miejsce w Drugiej Lidze, grupie B:

1997/98